# Jan Gassmann (Fußballspieler)
Jan Gassmann (* 31. August 1997) ist ein österreichischer Fußballspieler.

## Karriere
Gassmann begann seine Karriere beim SVL Flavia Solva. 2012 wechselte er in die Jugend des Grazer AK. 2013 kam er in die AKA HIB Liebenau. Zur Saison 2014/15 wechselte er zum Regionalligisten SC Kalsdorf. Sein Debüt in der Regionalliga gab er im März 2015, als er am 17. Spieltag jener Saison gegen den SV Wallern in der Startelf stand.
In der Winterpause der Saison 2015/16 wechselte er zum viertklassigen SV Lebring. Nach einem halben Jahr bei Lebring schloss er sich im Sommer 2016 den drittklassigen Amateuren des FK Austria Wien an. Mit der Zweitmannschaft der Austria stieg er 2018 in die 2. Liga auf.
Zur Saison 2018/19 wurde Gassmann in den Kader der Bundesligamannschaft hochgezogen. Im Juli 2018 debütierte er für die zweite Mannschaft der Austria in der zweithöchsten Spielklasse, als er am ersten Spieltag der Saison 2018/19 gegen die Kapfenberger SV in der Startelf stand. Nach genau 100 Spielen für die zweite Mannschaft der Austria wechselte er zur Saison 2020/21 nach Slowenien zum Zweitligisten NK Drava Ptuj. Für Drava Ptuj absolvierte er insgesamt zwölf Partien in der 2. SNL.
Zur Saison 2021/22 kehrte Gassmann nach Österreich zurück und wechselte zum Zweitligisten Floridsdorfer AC. Nach einer Kreuzbandverletzung im Februar 2022 verlängerte Gassmann im August 2022 seinen Vertrag um ein weiteres Jahr für die Saison 2022/23. Insgesamt kam er zu 20 Zweitligaeinsätzen für den FAC. Nach der Saison 2022/23 verließ er die Wiener.

## Persönliches
Sein Vater Wolfgang (* 1967) war ebenfalls Fußballspieler und trainierte ihn in der Jugend von Flavia Solva.